# Copa do Nordeste 2010
La Copa do Nordeste 2010 è stata la 9ª edizione della Copa do Nordeste, giocata a distanza di sette anni dalla precedente edizione.

## Partecipanti
| Stato               | Squadra (Città)                        |
| ------------------- | -------------------------------------- |
| Alagoas             | CRB (Maceió)                           |
| Alagoas             | CSA (Maceió)                           |
| Bahia               | Bahia (Salvador)                       |
| Bahia               | Fluminense de Feira (Feira de Santana) |
| Bahia               | Vitória (Salvador)                     |
| Ceará               | Ceará (Fortaleza)                      |
| Ceará               | Fortaleza (Fortaleza)                  |
| Paraíba             | Botafogo-PB (João Pessoa)              |
| Paraíba             | Treze (Campina Grande)                 |
| Pernambuco          | Náutico (Recife)                       |
| Pernambuco          | Santa Cruz (Recife)                    |
| Rio Grande do Norte | ABC (Natal)                            |
| Rio Grande do Norte | América-RN (Natal)                     |
| Sergipe             | Confiança (Aracaju)                    |
| Sergipe             | Sergipe (Aracaju)                      |

## Formato
I quindici club si affrontano in un girone all'italiano di sola andata. Le prime quattro classificate si qualificano per i play-off che decreteranno la vincitrice del torneo. 
In caso di arrivo a pari punti tra due o più squadre, per determinarne l'ordine in classifica sono utilizzati, nell'ordine, i seguenti criteri:
1. Maggior numero di vittorie;
2. Miglior differenza reti;
3. Maggior numero di gol segnati;
4. Minor numero di espulsioni;
5. Sorteggio.

## Prima fase

### Classifica finale
|  | Pos. | Squadra             | Pt | G  | V | N | P | GF | GS | DR  |
|  | ---- | ------------------- | -- | -- | - | - | - | -- | -- | --- |
|  | 1.   | ABC                 | 30 | 14 | 9 | 3 | 2 | 29 | 25 | +4  |
|  | 2.   | Vitória             | 25 | 14 | 7 | 4 | 3 | 22 | 16 | +6  |
|  | 3.   | CSA                 | 27 | 14 | 7 | 4 | 3 | 28 | 23 | +5  |
|  | 4.   | Treze               | 22 | 14 | 6 | 4 | 4 | 18 | 17 | +1  |
|  | 5.   | Bahia               | 22 | 14 | 6 | 4 | 4 | 19 | 19 | 0   |
|  | 6.   | Ceará               | 20 | 14 | 5 | 5 | 4 | 21 | 17 | +4  |
|  | 7.   | CRB                 | 19 | 14 | 5 | 4 | 5 | 13 | 14 | -1  |
|  | 8.   | Santa Cruz          | 18 | 14 | 4 | 6 | 4 | 21 | 18 | +3  |
|  | 9.   | América-RN          | 18 | 14 | 4 | 6 | 4 | 14 | 13 | +1  |
|  | 10.  | Náutico             | 17 | 14 | 4 | 5 | 5 | 20 | 20 | 0   |
|  | 11.  | Fortaleza           | 14 | 14 | 4 | 2 | 8 | 13 | 20 | -7  |
|  | 12.  | Botafogo-PB         | 14 | 14 | 3 | 6 | 8 | 17 | 16 | +1  |
|  | 13.  | Fluminense de Feira | 13 | 14 | 3 | 4 | 7 | 16 | 21 | -5  |
|  | 14.  | Confiança           | 13 | 14 | 3 | 4 | 7 | 19 | 26 | -7  |
|  | 15.  | Sergipe             | 13 | 14 | 3 | 4 | 7 | 13 | 28 | -15 |

Legenda:
      Ammessa ai play-off.
Note:
Tre punti a vittoria, uno a pareggio, zero a sconfitta.

## Seconda fase

### Play-off
|  | Semifinali | Semifinali | Semifinali |         |   | Finale | Finale | Finale |  |
|  |            |            |            |         |   |        |        |        |  |
|  | 1          | ABC        | 3          |         |   |        |        |        |  |
|  | 1          | ABC        | 3          |         |   |        |        |        |  |
|  | 4          | Treze      | 0          |         |   |        |        |        |  |
|  | 4          | Treze      | 0          |         | 1 | ABC    | 1      |        |  |
|  |            |            |            |         | 1 | ABC    | 1      |        |  |
|  |            |            | 2          | Vitória | 2 |        |        |        |  |
|  | 2          | Vitória    | 2          | Vitória | 2 | 2      |        |        |  |
|  | 2          | Vitória    |            |         |   |        |        |        |  |
|  | 3          | CSA        | 1          |         |   |        |        |        |  |